# Action Cycling Team
Action Cycling Team is een Taiwanese continentale wielerploeg, uitkomend in de continentale circuits van de UCI. De wielerploeg werd opgericht in 2010, maar had geen continentale licentie in 2013 en 2014. De bekende renner Chun Kai Feng reed gedurende 3 jaar voor dit team.